# Baskisk mytologi
Baskisk mytologi var baskernas polyteistiska religion innan de konverterade till kristendomen under 300-talet.
Baskernas religion omnämns av flera antika samtida källor. Många av dess gudar finns beskrivna. Informationen är dock ofullständig. Under Frankrikes och Spaniens tid som provinser i Romerska riket identifierades gudarna med romerska motsvarigheter i enlighet med Interpretatio romana, och när romarna införde kristendomen på 300-talet förbjöds alla hedniska religioner. 